# Li Haonan (łyżwiarz szybki)
Li Haonan (chiń. 李蒿楠; ur. 1 sierpnia 1981 w Jilin) – chiński łyżwiarz szybki, specjalizujący się w short tracku, medalista świata, reprezentant Chin na zimowych igrzyskach olimpijskich w Turynie.